# Eclipse lunar de septiembre de 2015
| Eclipse total de luna 27-28 de septiembre de 2015 | Eclipse total de luna 27-28 de septiembre de 2015 |
| --- | ------------------------------------------------- |
| Previo | Eclipse \| Eclipse total \| Saros                 |
| Posterior | Eclipse \| Eclipse total \| Saros                 |
| Vista desde Washington D. C., Estados Unidos. |                                                   |
| La Luna pasando de derecha a izquierda a través de la Nubolosa de Orion. |                                                   |
| Saros | 137 (26 de 78)                                    |
| Duración (h:min:s) |                                                   |
| Total | 01:11:55                                          |
| Parcial | 03:19:52                                          |
| Penumbra | 05:10:41                                          |
| Contactos |                                                   |
| P1 | 00:11:47 UTC                                      |
| U1 | 01:07:11 UTC                                      |
| Máximo | 02:47:07 UTC                                      |
| U4 | 04:27:03 UTC                                      |
| P4 | 05:22:27 UTC                                      |
| La Luna cruza la sombra de la Tierra en Piscis, pasando de oeste a este (de derecha a izquierda). Urano, de magnitud 5,7, puede ser visto con binoculares 16 grados al este del eclipse total de Luna. |                                                   |

Un eclipse superlunar total fue el acontecimiento ocurrido entre la medianoche del 27 y la madrugada del 28 de septiembre de 2015, siendo el segundo de los dos eclipses lunares totales de 2015 y el último de los eclipses de las Lunas de Sangre o de la tétrada de (2014-2015). Transcurrió también acompañado esa noche por el fenómeno lunar llamado «Superluna». El siguiente eclipse total no ocurrió hasta enero de 2018 y el siguiente eclipse superlunar total no ocurrirá hasta el 2029.

## Visualización

### Mapa (Lunar)
El siguiente mapa muestra las regiones desde las cuales fue posible ver el eclipse. En gris, las zonas que no observaron el eclipse; en blanco, las que si lo presenciaron; y en celeste, las regiones que pudieron ver el eclipse durante la salida o puesta de la Luna. Este acontecimiento se presenta cada 33 años, por lo cual puede ser un gran atractivo para las personas que llegan de turistas.

### Perspectiva de la Luna
| |  |
| Las imágenes muestran la perspectiva desde la Luna al momento máximo del eclipse. El fenómeno fue visible sobre el océano Atlántico, Europa, América y África. |  |

## Antecedentes
Este eclipse lunar ocurre cuando la Luna pasa dentro de la umbra de la Tierra (sombra). Al comenzar el eclipse a las 00:11:47 (UTC), la sombra de la Tierra oscurece primero la Luna ligeramente. Entonces, la sombra comienza en la parte "cubierta" de la Luna, dándole un color rojo-marrón oscuro (por lo general - el color puede variar en función de las condiciones atmosféricas). En ese momento, la Luna parece ser de color rojizo debido a la dispersión de Rayleigh (mismo efecto que hace que las puestas de sol aparezcan de color rojizo) y la refracción de la luz por la atmósfera de la Tierra en su umbra. Su punto máximo más rojizo fue a las 02:47:07 (UTC) y finalizó aproximadamente a las 05:22:27 (UTC).
La siguiente simulación muestra el aspecto aproximado de la Luna cuando pasa a través de la sombra de la Tierra. El brillo de la Luna es exagerado dentro de la sombra umbral. La parte norte de la Luna era el punto más cercano al centro de la sombra, por lo que es más oscura, y la mayoría de color rojo en apariencia.

## Desarrollo

Puntos de contacto relativos al umbral de la Tierra y las sombras penumbrales, aquí con la Luna cerca de su nodo descendente.

La sincronización de los eclipses lunares totales está determinada por sus contactos:
- P1 (Primer contacto): Comienzo del eclipse penumbral. La Luna toca el límite exterior de la penumbra terrestre.
- U1 (Segundo contacto): Comienzo del eclipse parcial. La Luna toca el límite exterior de la umbra terrestre.
- U2 (Tercer contacto): Comienzo del eclipse total. La superficie lunar entra completamente dentro de la umbra terrestre.
- Máximo del eclipse: Etapa de mayor ocultación del eclipse. La Luna está en su punto más cercano al centro de la umbra terrestre.
- U3 (Cuarto contacto): Fin del eclipse total. El punto más externo de la Luna sale de la umbra terrestre.
- U4 (Quinto contacto): Fin del eclipse parcial. La umbra terrestre abandona la superficie lunar.
- P2 o P4 (Sexto contacto): Fin del eclipse penumbral. La Luna escapa completamente de la sombra terrestre.

Las fases penumbrales del eclipse cambian la apariencia de la Luna solo un poco y generalmente no se notan.
| Ajuste de zona horaria desde UTC | Ajuste de zona horaria desde UTC | -7h                        | -6h                        | -5h                        | -4h                        | -3h                        | -2h                        | -1h                        | 0h                            | +1h                           | +2h                           | +3h                           |
| Ajuste de zona horaria desde UTC | Ajuste de zona horaria desde UTC | PDT MST                    | MDT                        | CDT PET                    | EDT BOT                    | ADT AMST ART               |                            |                            | GMT WET                       | WEST CET BST                  | CEST EET MSK−1                | EEST FET MSK                  |
| -------------------------------- | -------------------------------- | -------------------------- | -------------------------- | -------------------------- | -------------------------- | -------------------------- | -------------------------- | -------------------------- | ----------------------------- | ----------------------------- | ----------------------------- | ----------------------------- |
| Evento                           | Evento                           | Noche del 27 de septiembre | Noche del 27 de septiembre | Noche del 27 de septiembre | Noche del 27 de septiembre | Noche del 27 de septiembre | Noche del 27 de septiembre | Noche del 27 de septiembre | Madrugada de 28 de septiembre | Madrugada de 28 de septiembre | Madrugada de 28 de septiembre | Madrugada de 28 de septiembre |
| P1                               | Comienza penumbral               | N/A†                       | N/A†                       | 7:12 pm                    | 8:12 pm                    | 9:12 pm                    | 10:12 pm                   | 11:12 pm                   | 12:12 a. m.                   | 1:12 a. m.                    | 2:12 a. m.                    | 3:12 a. m.                    |
| U1                               | Comienza parcial                 | N/A†                       | 7:07 pm                    | 8:07 pm                    | 9:07 pm                    | 10:07 pm                   | 11:07 pm                   | 12:07 a. m.                | 1:07 a. m.                    | 2:07 a. m.                    | 3:07 a. m.                    | 4:07 a. m.                    |
| U2                               | Total comienza                   | 7:11 pm                    | 8:11 pm                    | 9:11 pm                    | 10:11 pm                   | 11:11 pm                   | 12:11 a. m.                | 1:11 a. m.                 | 2:11 a. m.                    | 3:11 a. m.                    | 4:11 a. m.                    | 5:11 a. m.                    |
|                                  | Eclipse medio                    | 7:47 pm                    | 8:47 pm                    | 9:47 pm                    | 10:47 pm                   | 11:47 pm                   | 12:47 a. m.                | 1:47 a. m.                 | 2:47 a. m.                    | 3:47 a. m.                    | 4:47 a. m.                    | 5:47 a. m.                    |
| U3                               | Finaliza Total                   | 8:23 pm                    | 9:23 pm                    | 10:23 pm                   | 11:23 pm                   | 12:23 a. m.                | 1:23 a. m.                 | 2:23 a. m.                 | 3:23 a. m.                    | 4:23 a. m.                    | 5:23 a. m.                    | 6:23 a. m.                    |
| U4                               | Finaliza Parcial                 | 9:27 pm                    | 10:27 pm                   | 11:27 pm                   | 12:27 a. m.                | 1:27 a. m.                 | 2:27 a. m.                 | 3:27 a. m.                 | 4:27 a. m.                    | 5:27 a. m.                    | 6:27 a. m.                    | Puesta de luna                |
| P4                               | Finaliza Penumbral               | 10:22 pm                   | 11:22 pm                   | 12:22 a. m.                | 1:22 a. m.                 | 2:22 a. m.                 | 3:22 a. m.                 | 4:22 a. m.                 | 5:22 a. m.                    | 6:22 a. m.                    | Puesta de luna                | Puesta de luna                |

- †: La Luna no fue visible durante esta parte del eclipse en esa zona horaria.

## Superluna
|  | Esta luna eclipsada será 12,9 % más grande en diámetro que otros eclipses lunares, que su medida es 29,66' y 33,47' de diámetro del centro de la tierra, como en comparación en estas imágenes simuladas. |

## Galería de fotos

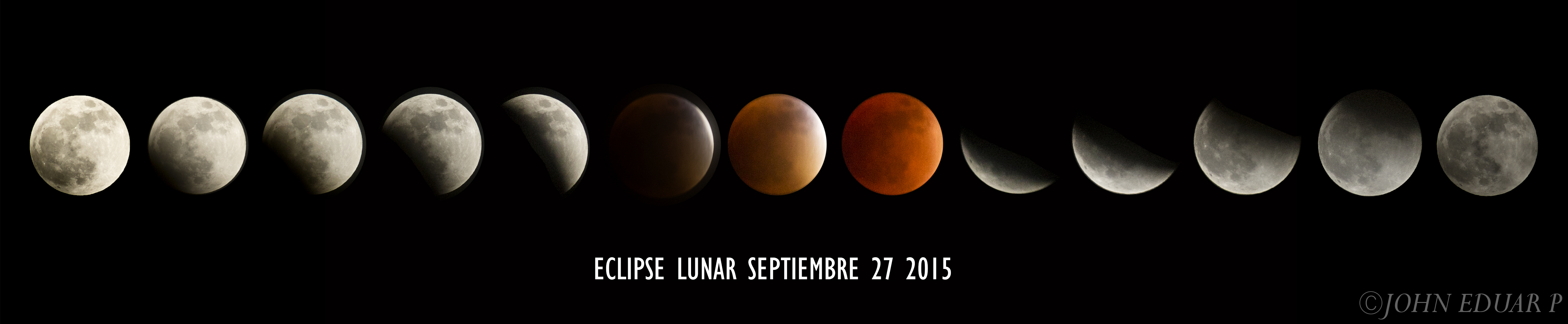
Secuencia del Eclipse en el municipio de La Unión, Colombia.

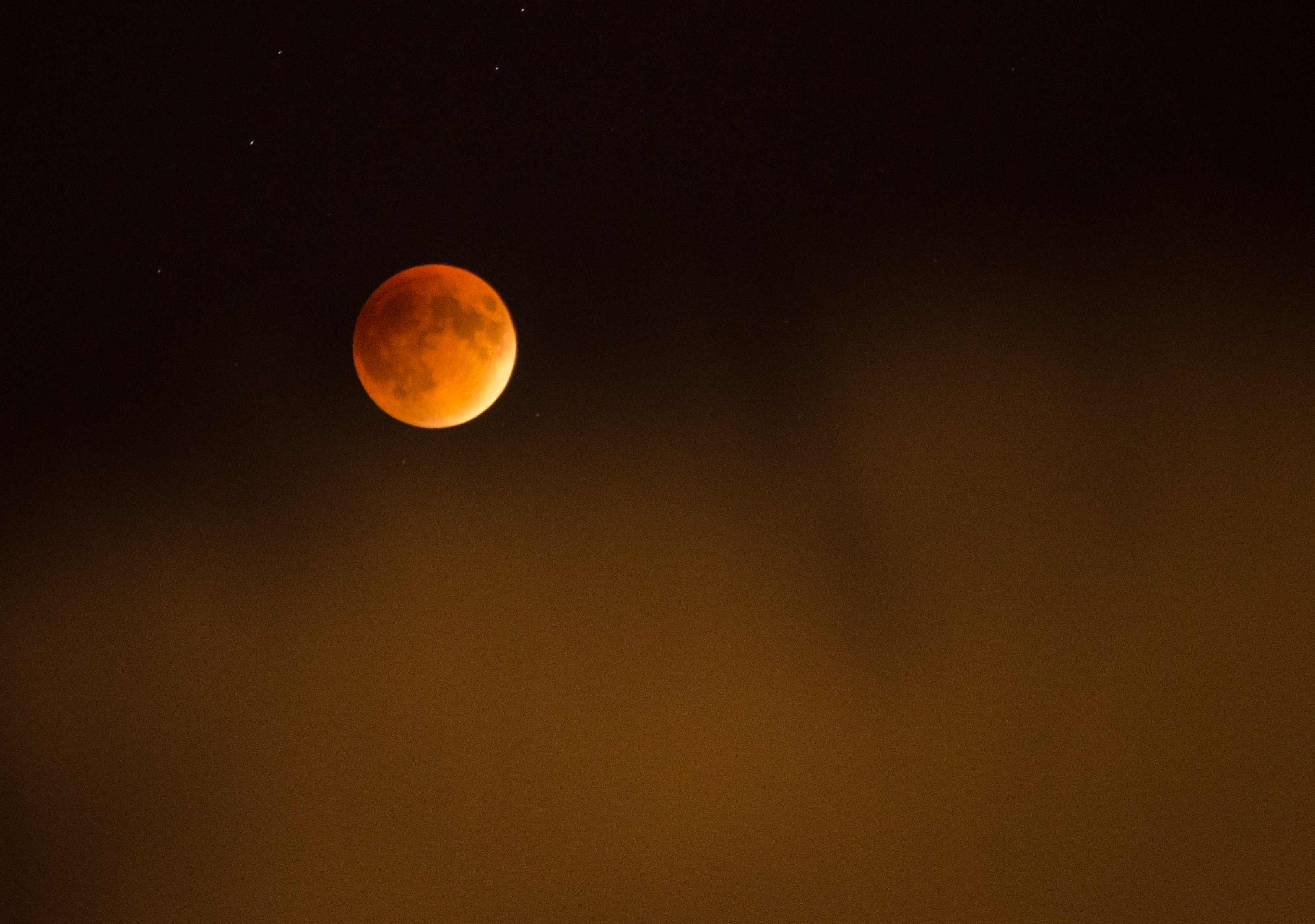
Nueva York, Estados Unidos.
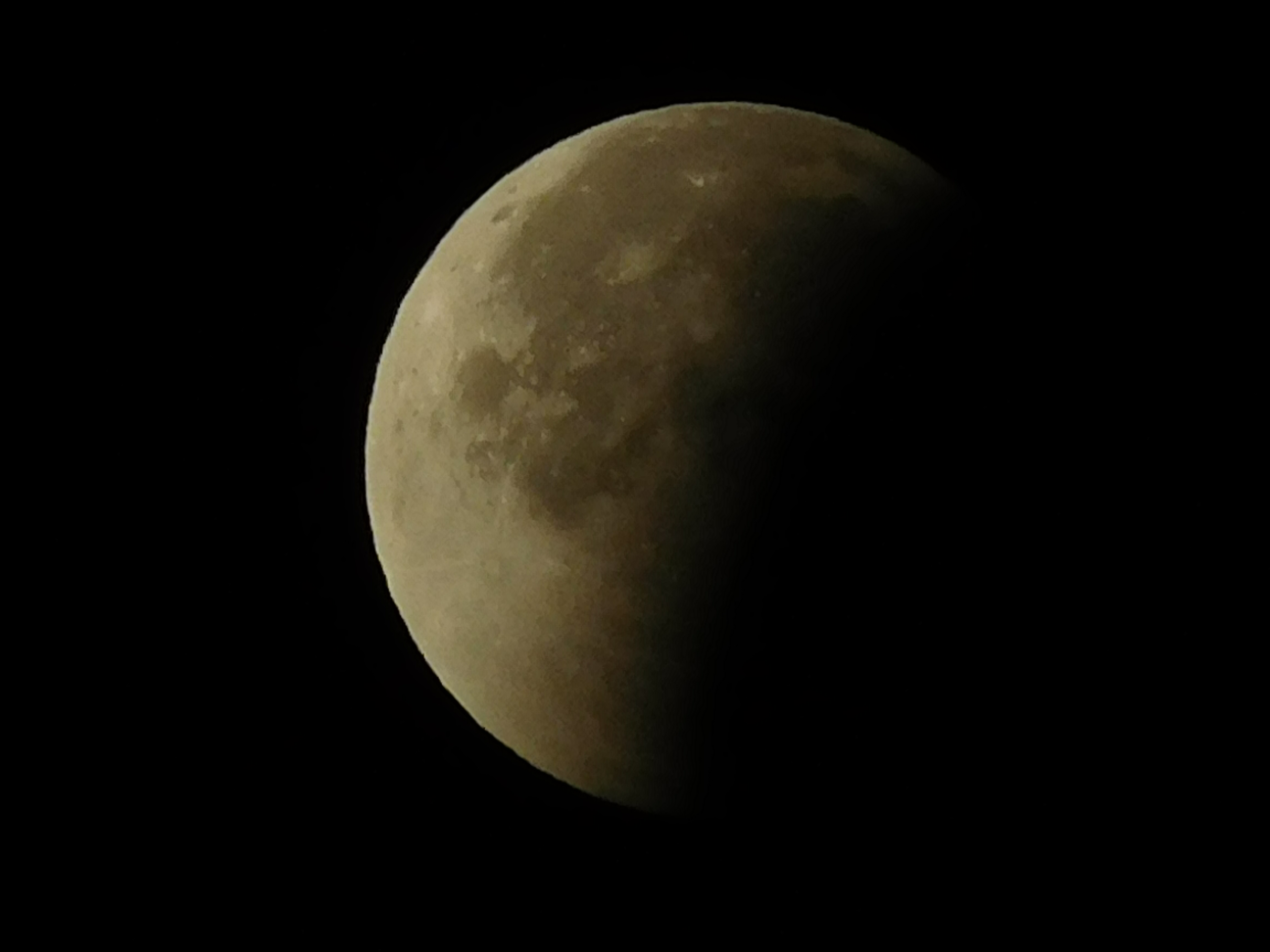
Nièvre, Francia.
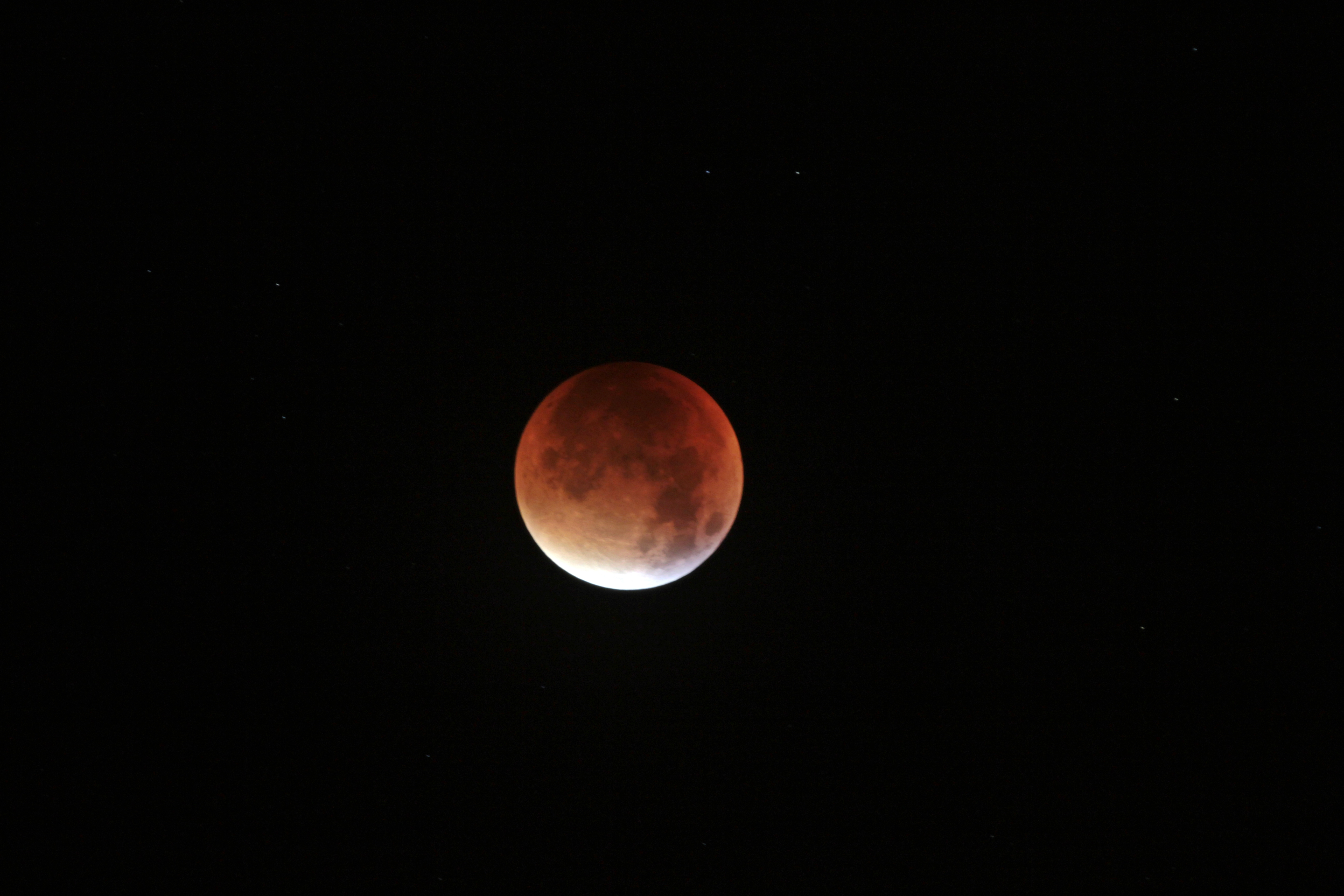
Merseyside, Inglaterra.
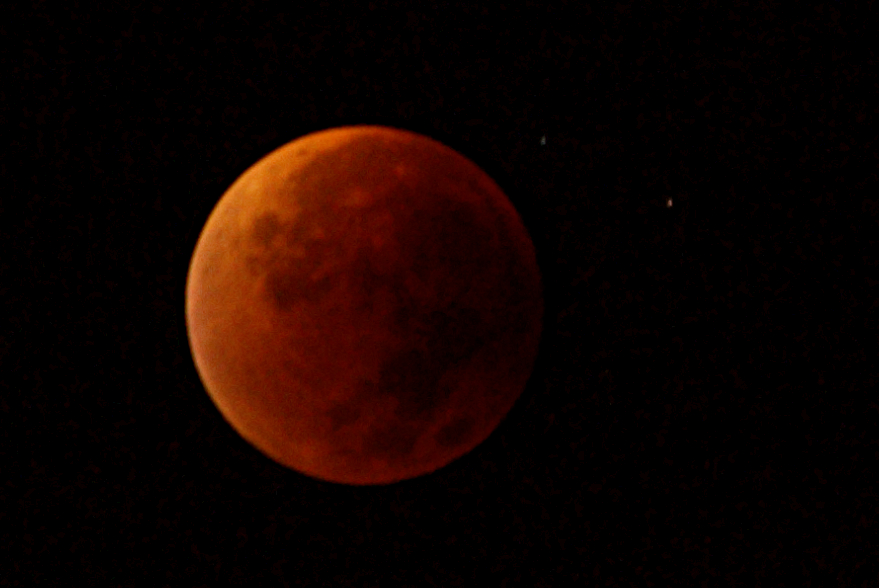
Sayada, Túnez.
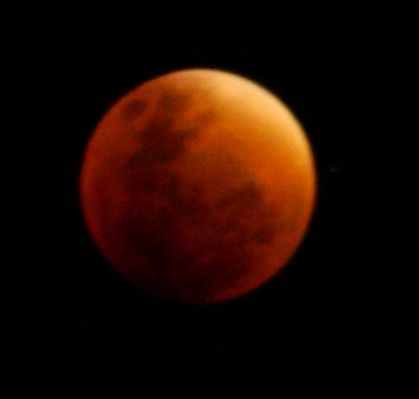
Fray Bentos, Uruguay.
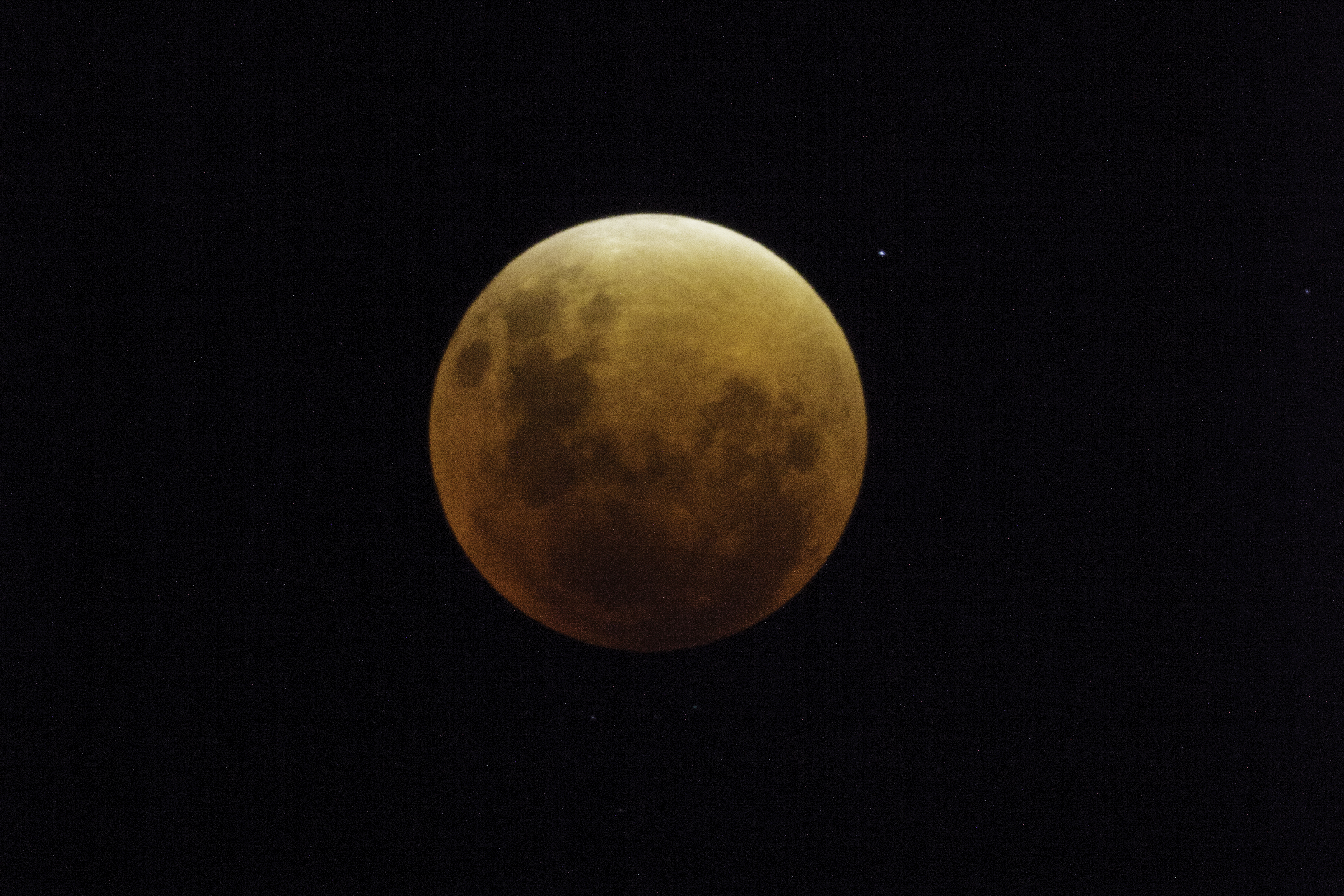
Punta del Este, Uruguay.
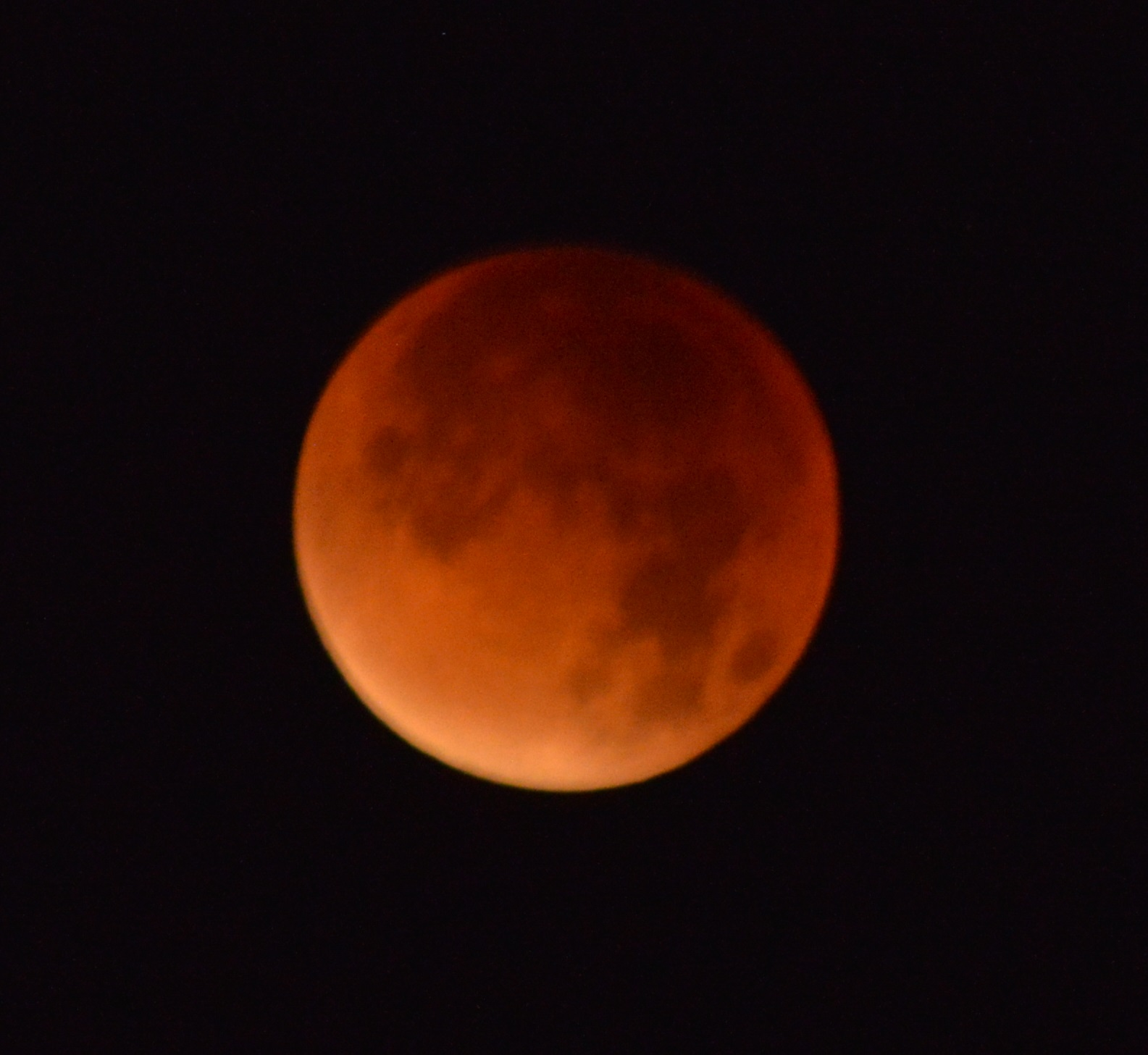
Oberuster, Suiza.
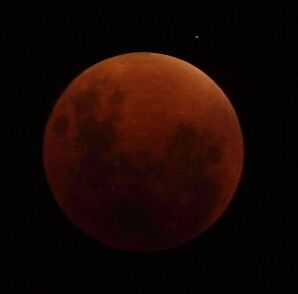
Buenos Aires, Argentina.
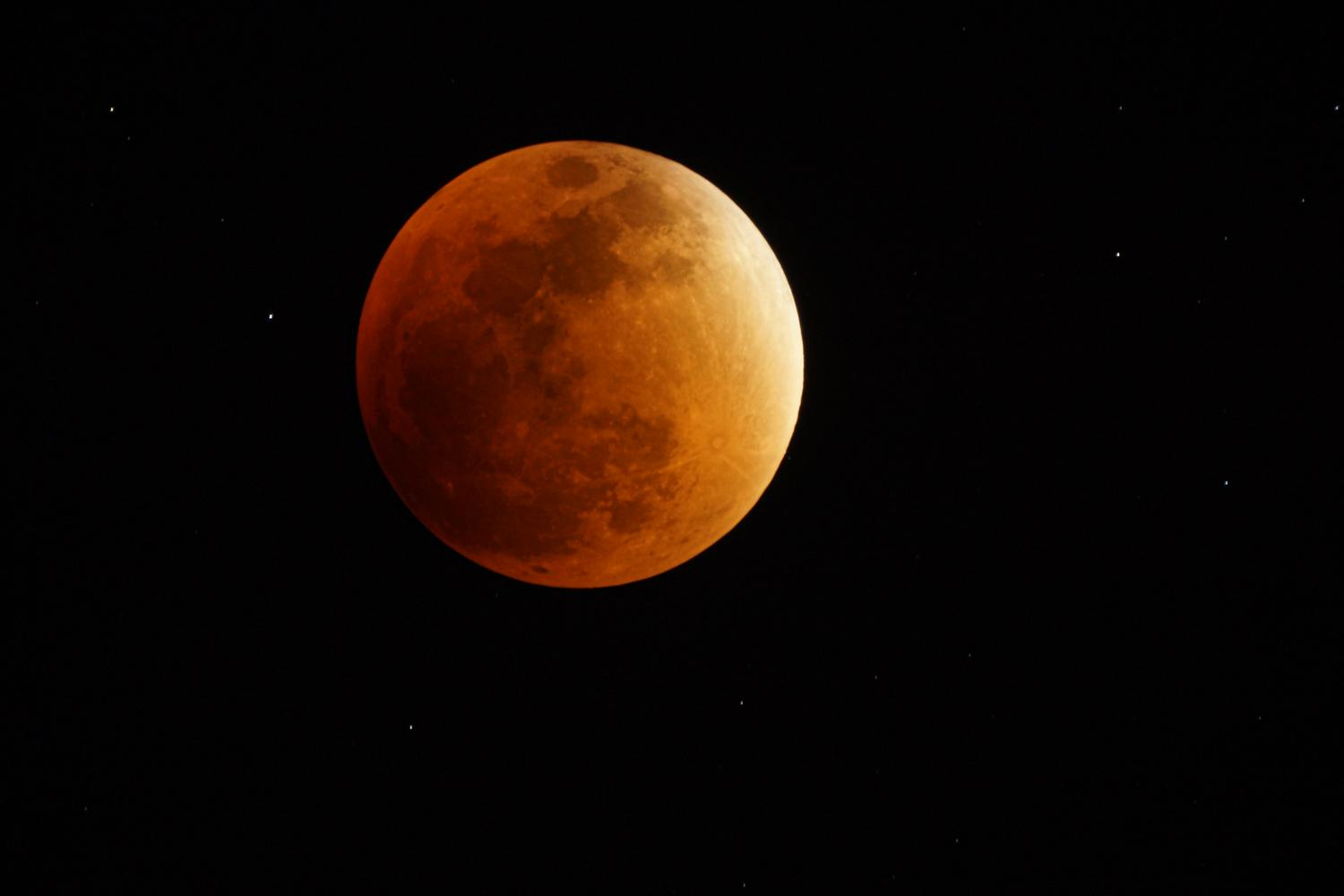
Bogotá, Colombia.
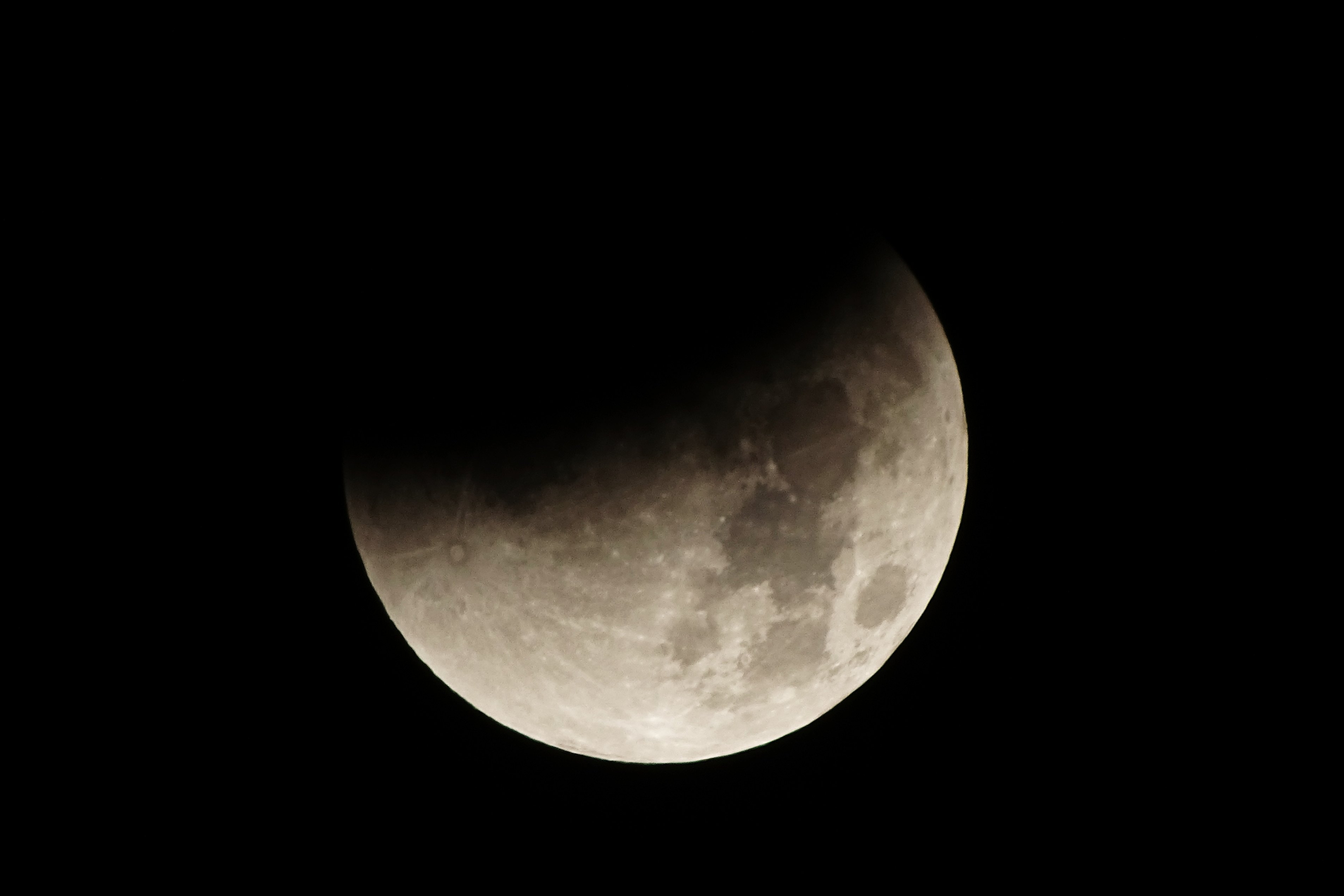
Leszno, Polonia.
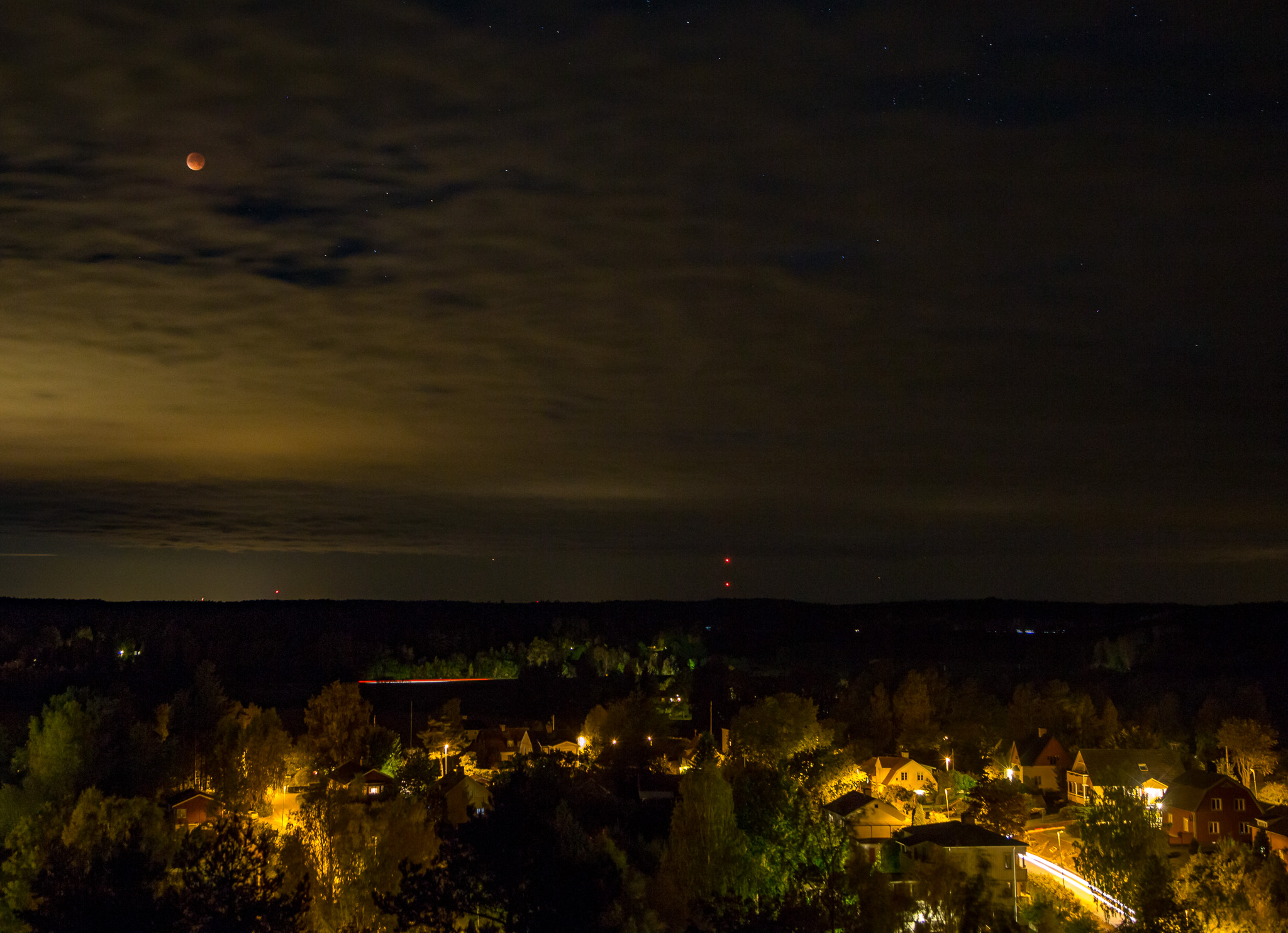
Tystberga, Suecia.
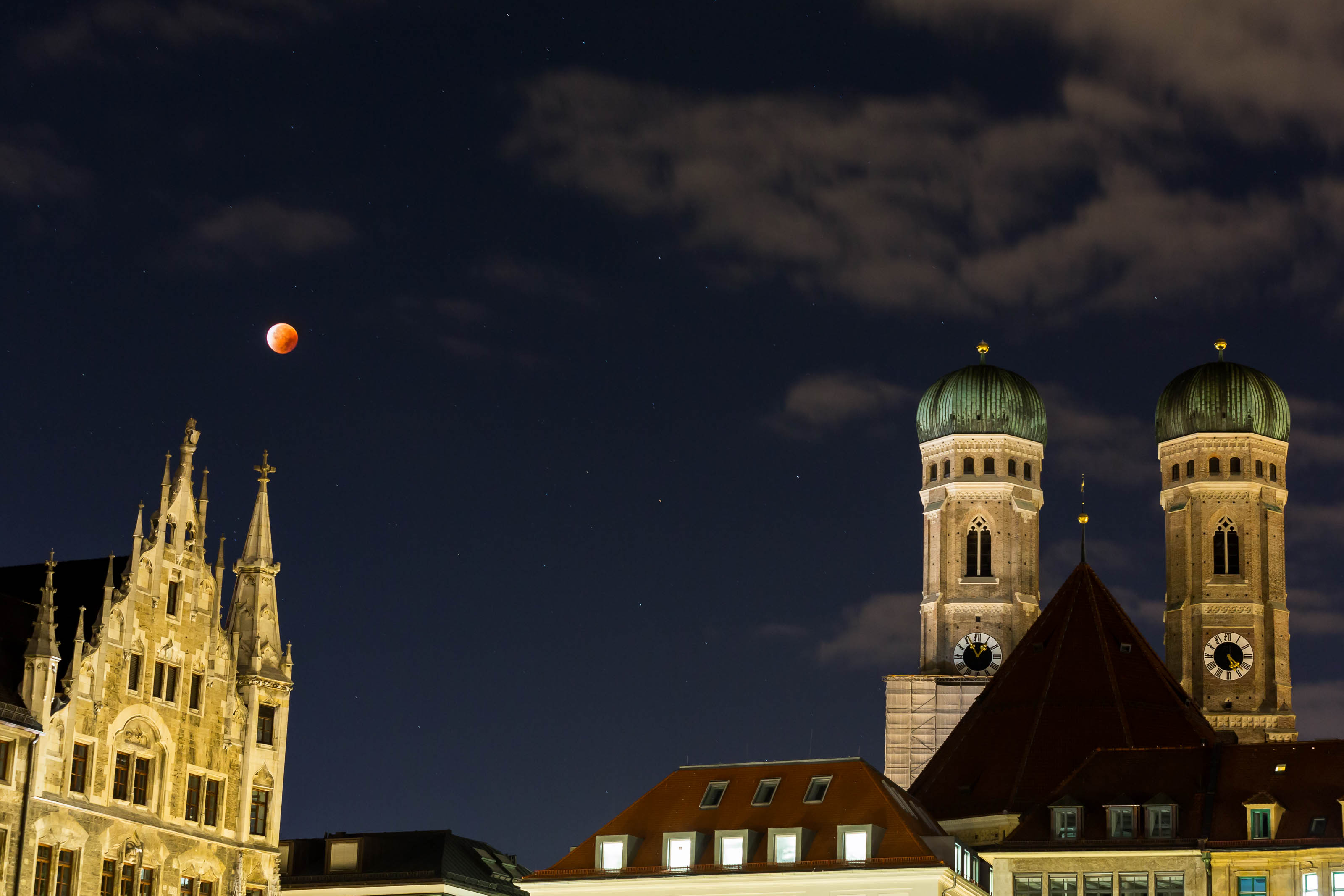
Múnich, Alemania.
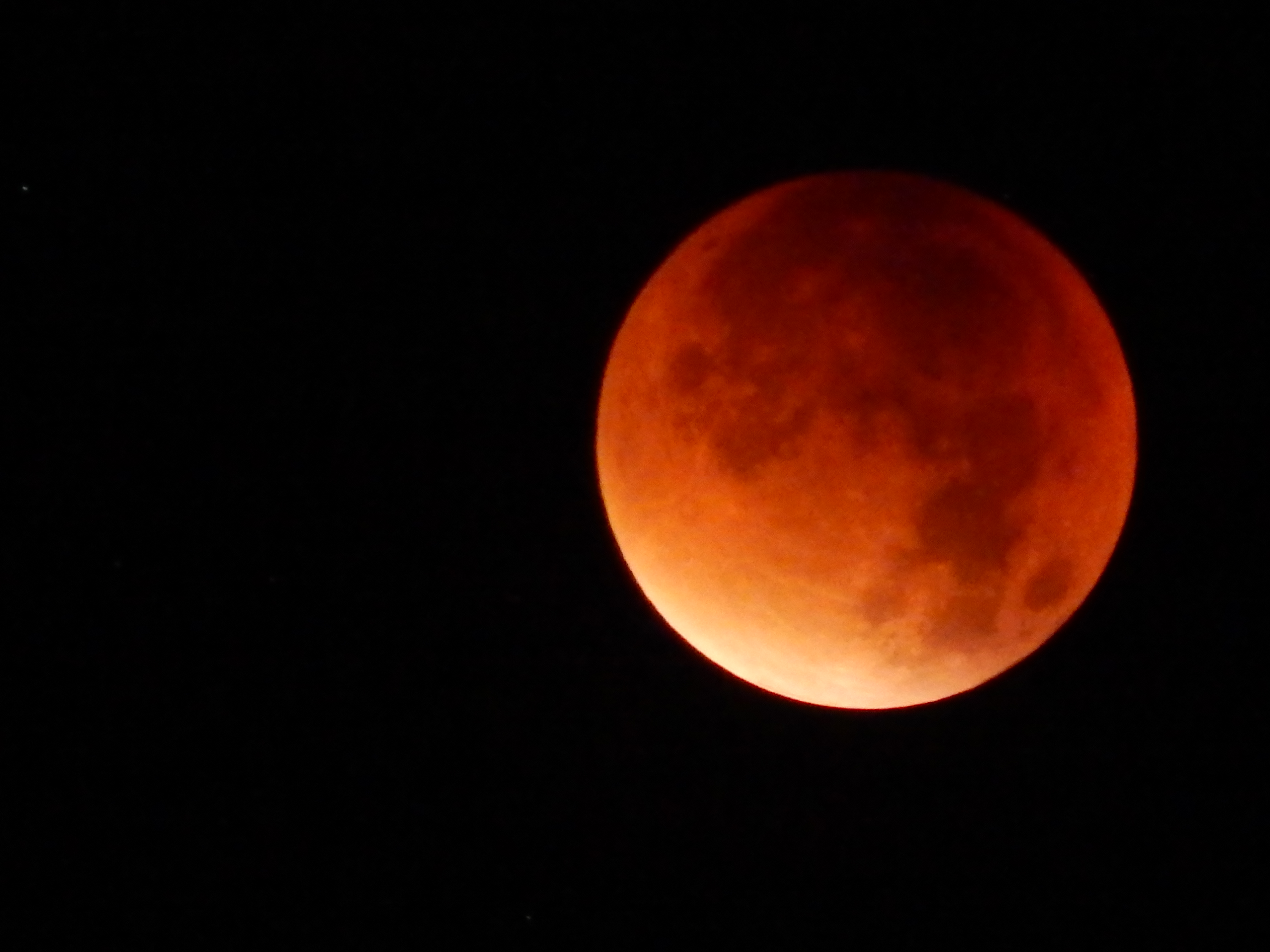
Bochum, Alemania.
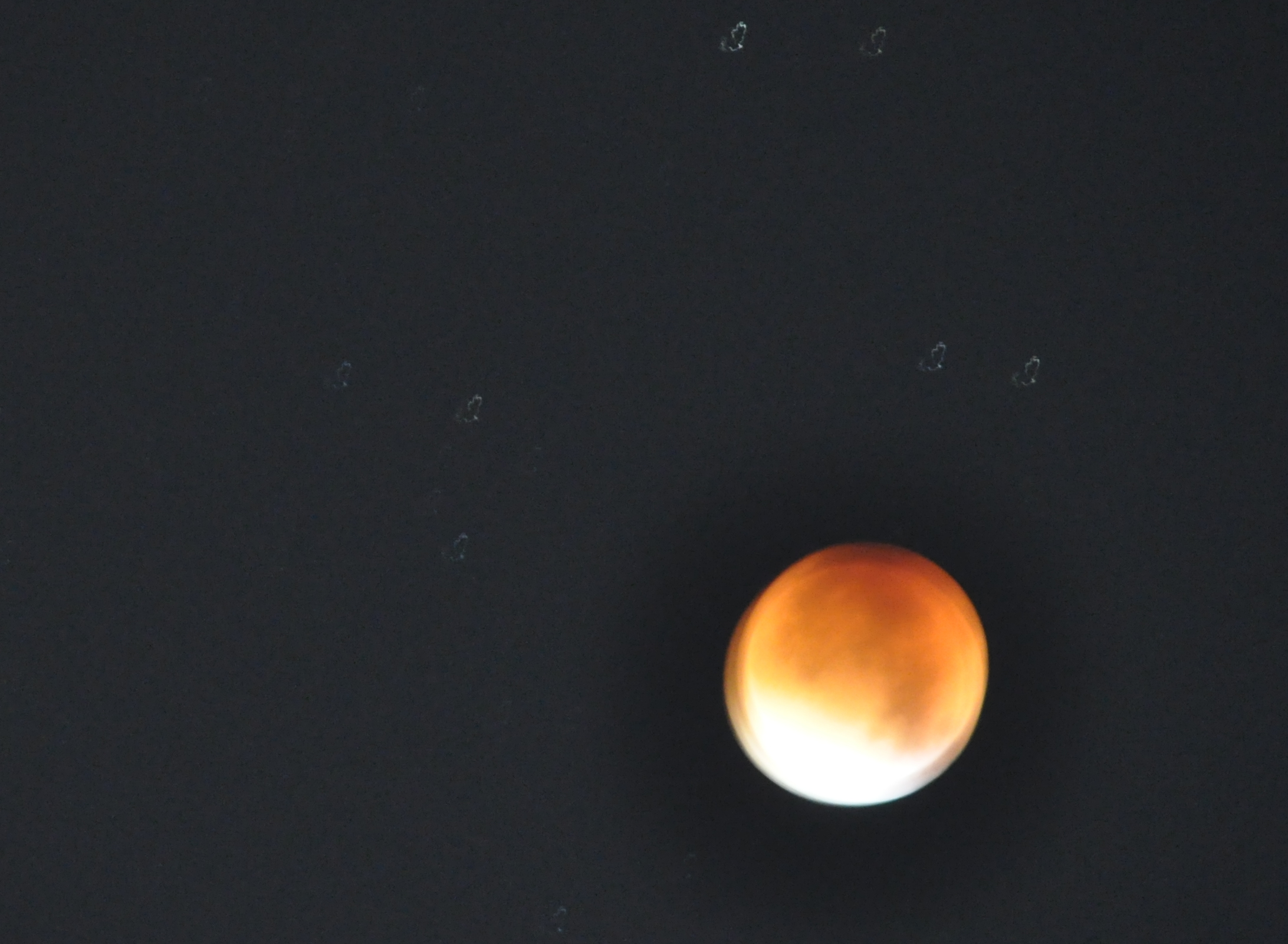
Fráncfort, Alemania.
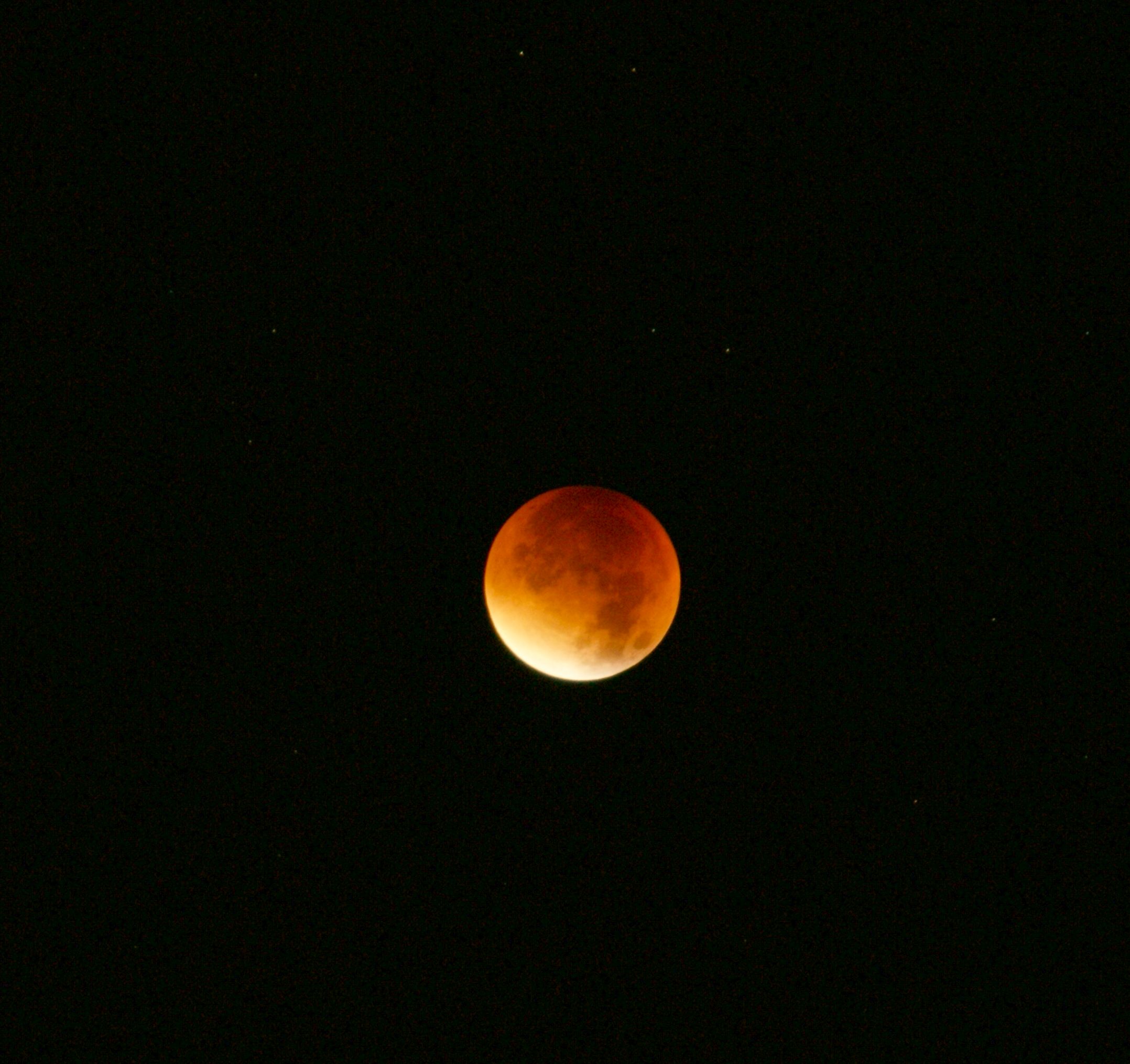
Dornbirn, Austria.
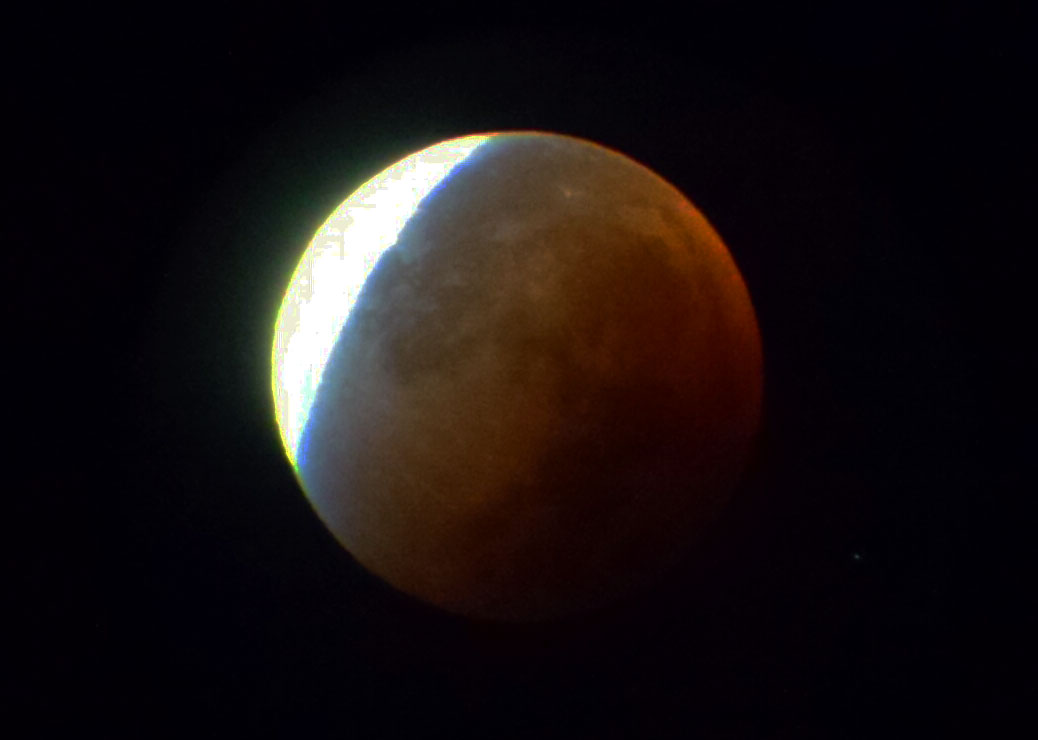
Gran Canaria, España.
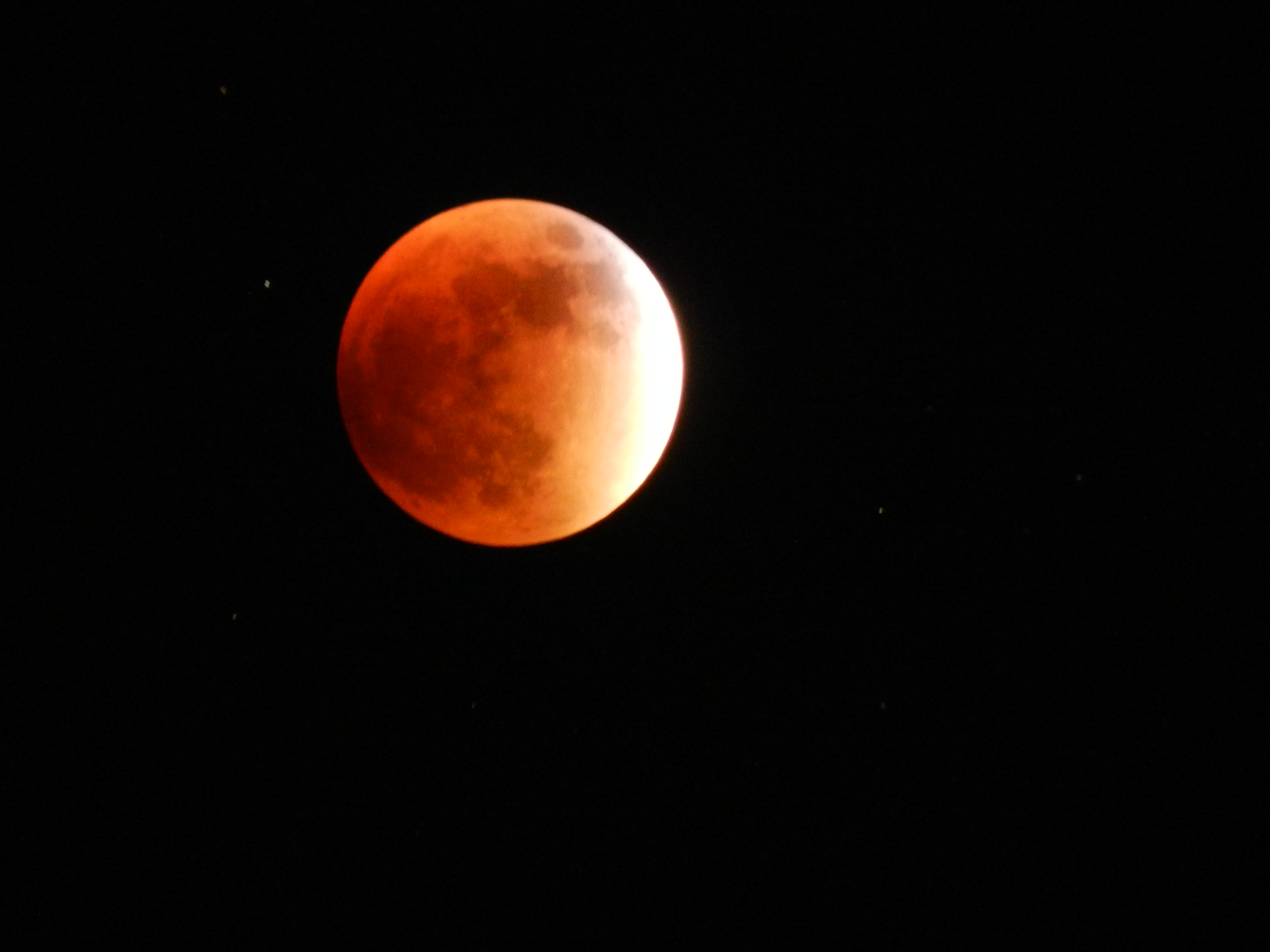
Girardot, Colombia.
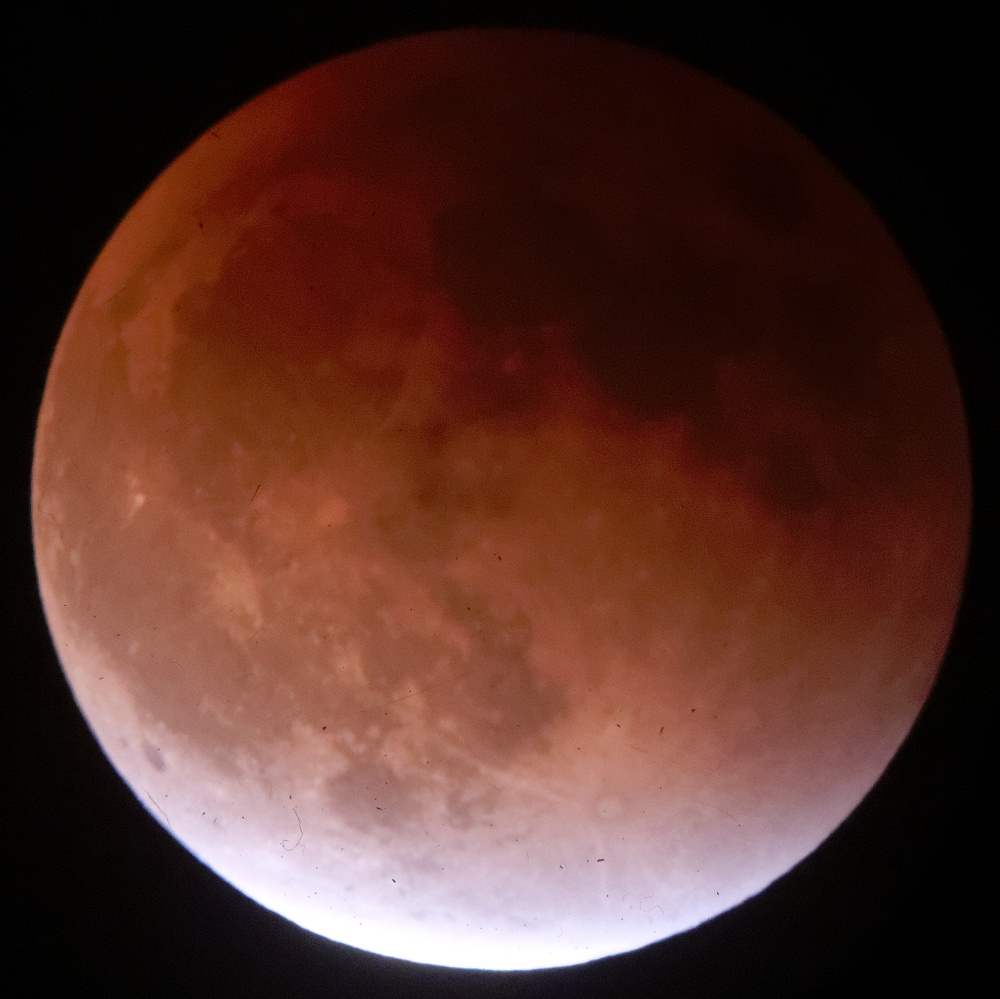
Belfort, Francia.
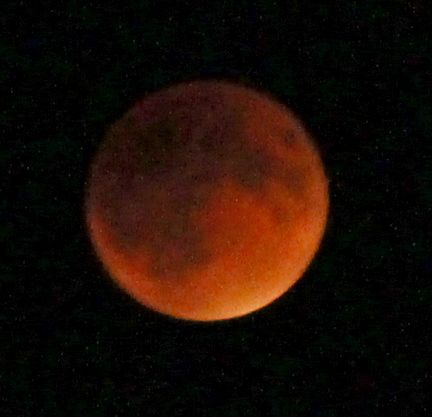
Coralville,  Estados Unidos.
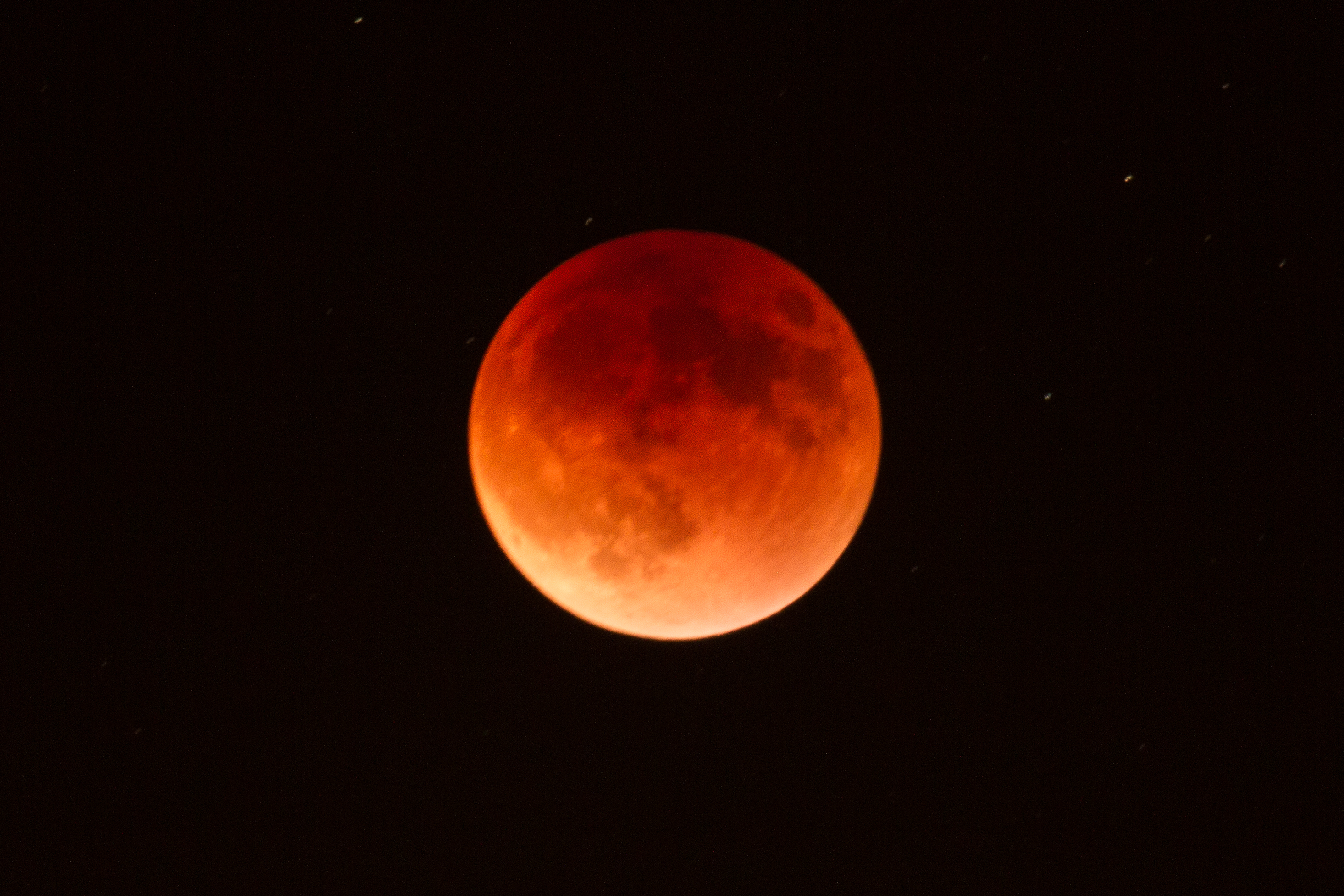
Mill Valley, Estados Unidos.
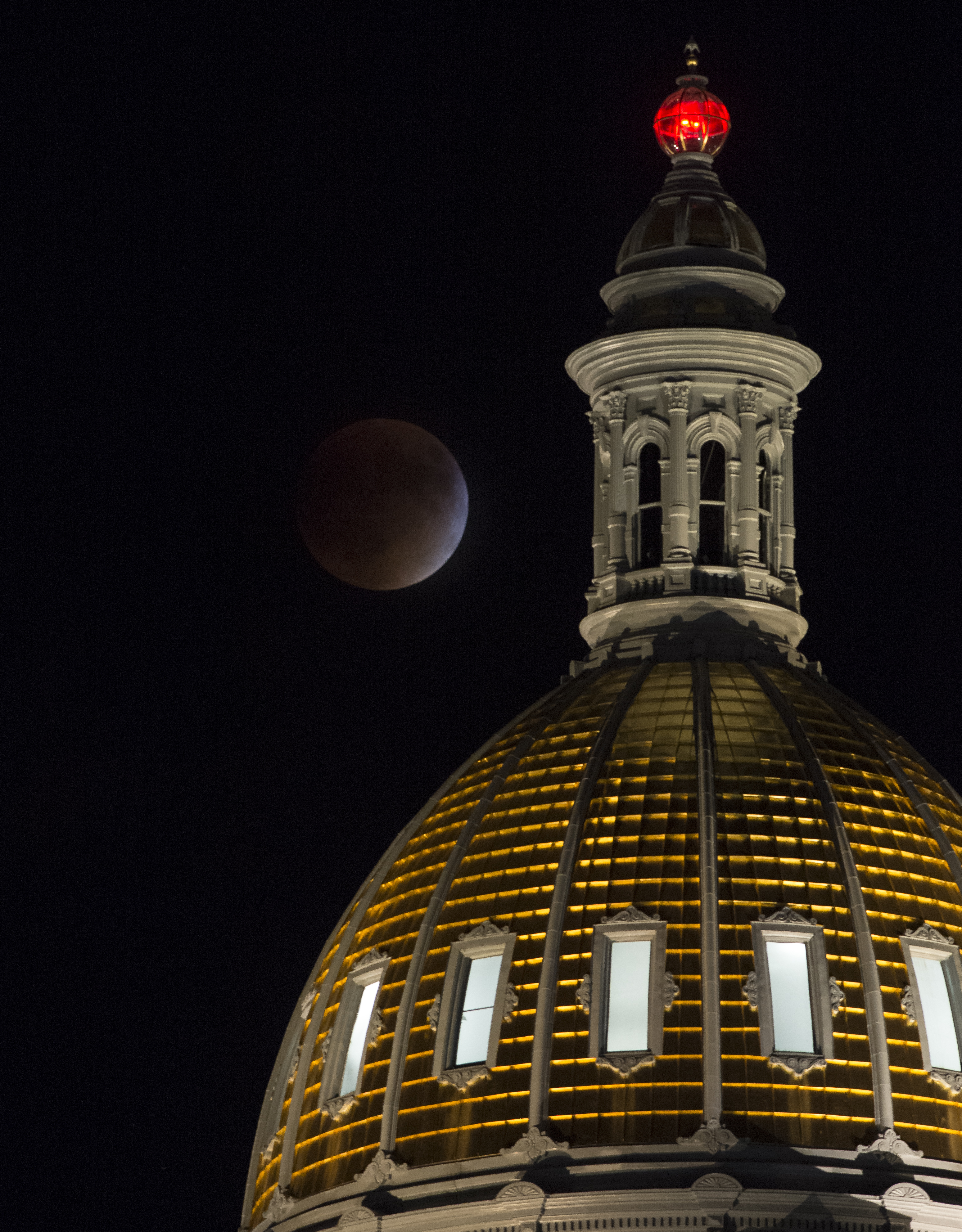
Denver, Estados Unidos.
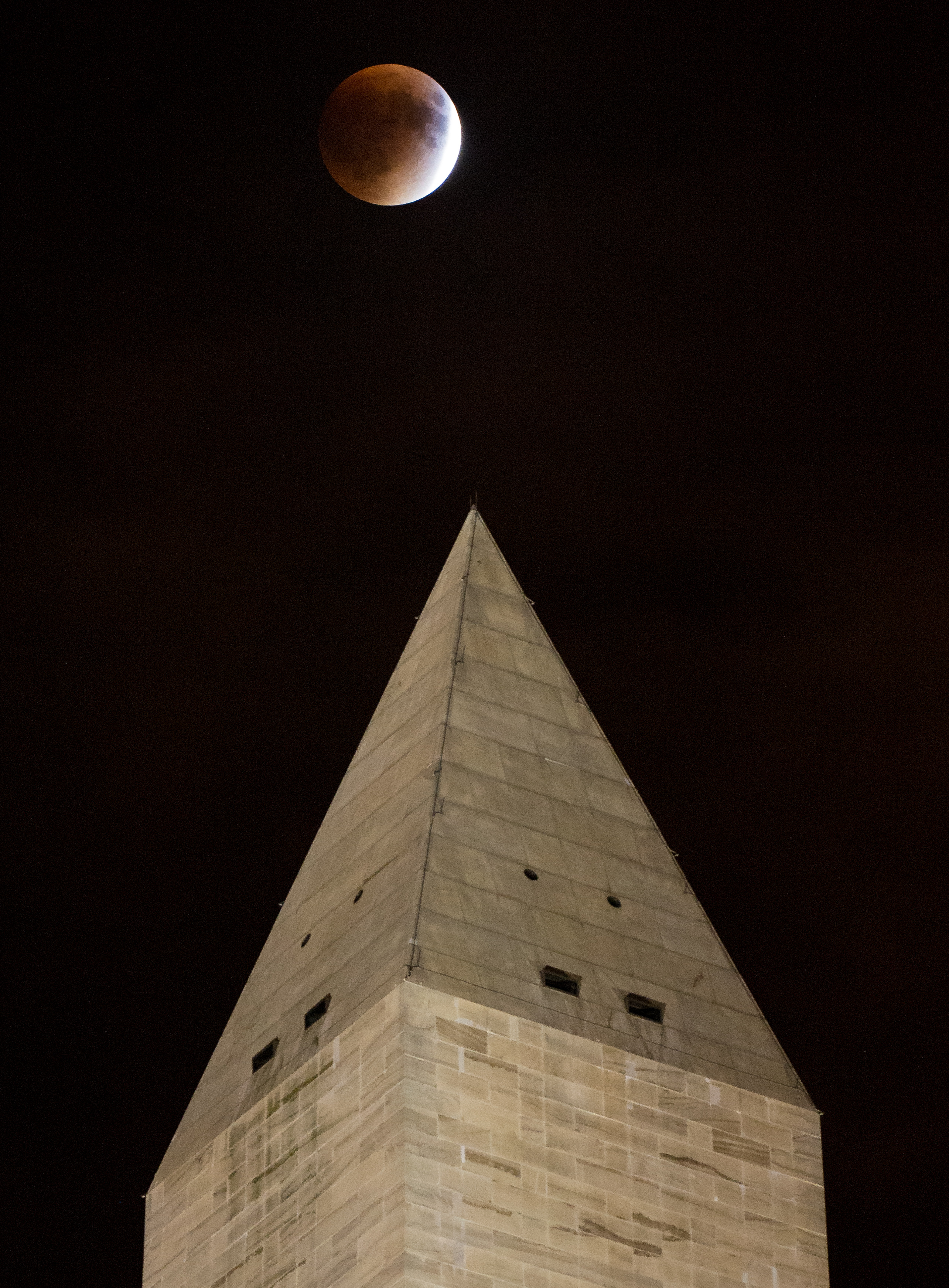
Washington, Estados Unidos.
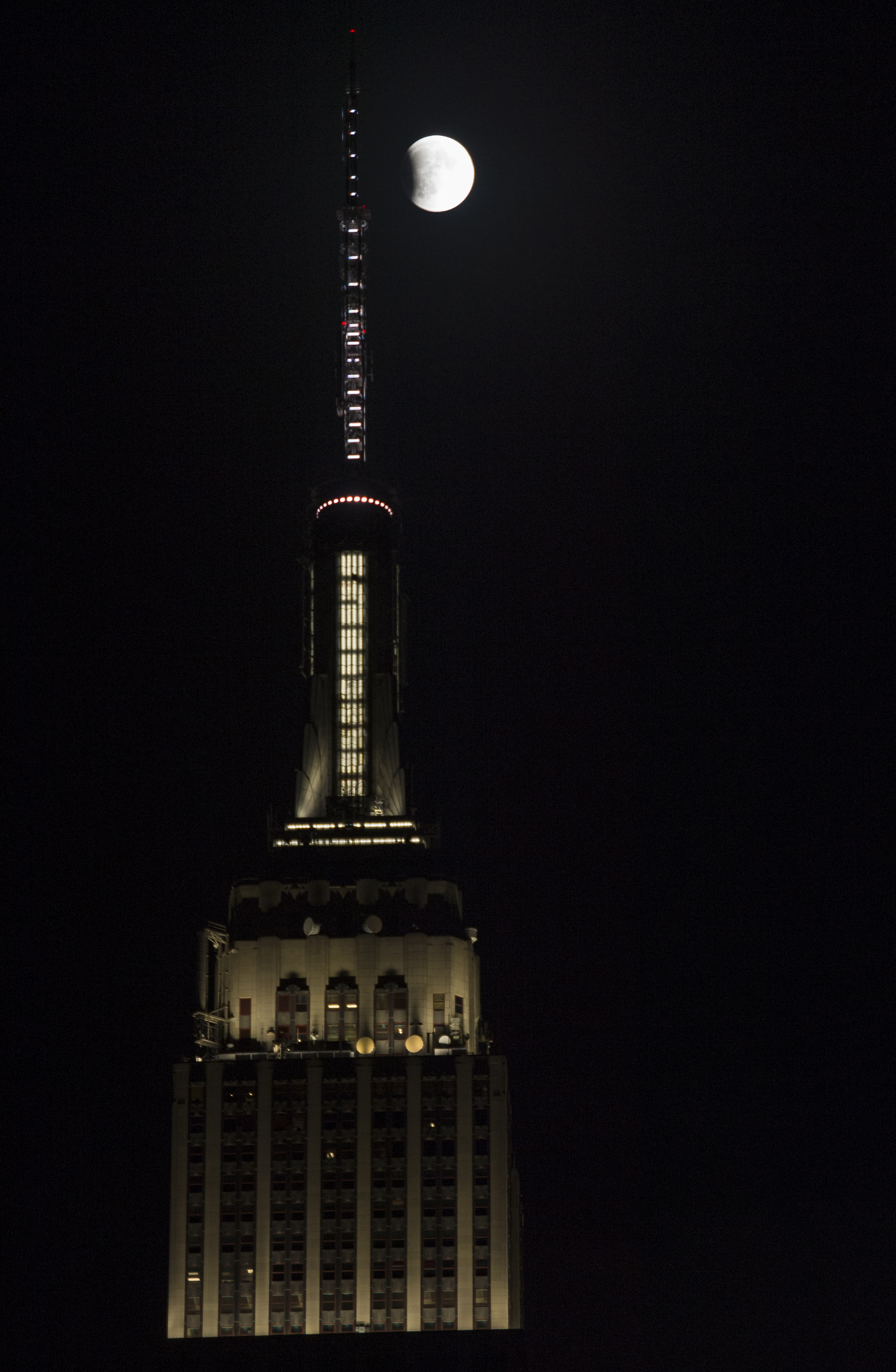
Nueva York, Estados Unidos.
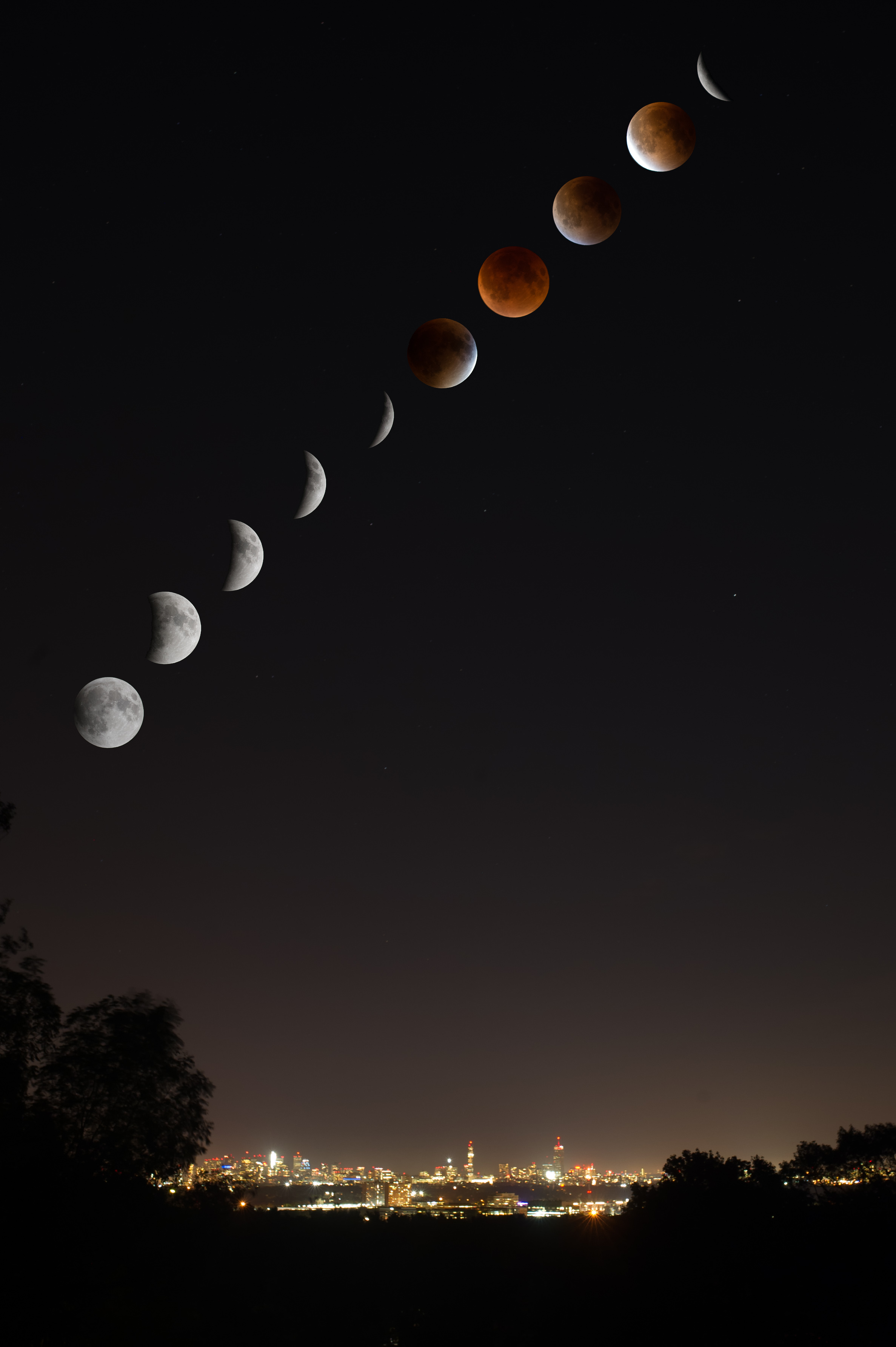
Boston, Estados Unidos.